# 1976年飓风玛德琳
飓风玛德琳（英語：Hurricane Madeline）是1976年太平洋飓风季期间的一个于10月在墨西哥登陆的强烈飓风，其萨菲尔-辛普森飓风等级达到四级。这场风暴于9月29日在距墨西哥不远的中美洲形成，次日其环流消散，系统减弱成残余低气压。四天后的10月3日，这股低气压再生成热带低气压。系统在接下来三天中向西北偏西方向漂流，强度一直较弱。10月6日，低气压开始朝墨西哥方向蜿蜒进发，气旋在这一时期迅速增强，并以四级飓风的最高强度登陆。登陆后不久，风暴快速消散。
飓风玛德琳登陆前，有15000人从海岸线附近疏散，但风暴还是造成了7人丧生，并使当地遭受了惨重的损失：有两个水坝被淹，大量农作物受损，使前不久刚刚经历过飓风丽莎冲击地方的经济雪上加霜。

## 气象历史
早在1976年9月27日，东太平洋飓风中心（Eastern Pacific Hurricane Center，简称）就报告有一股热带扰动在哥斯达黎加圣荷西西南方向约770公里处形成。之后的两天时间里，这股扰动在向西北方向移动的过程中缓慢发展，到了9月29日早上，根据卫星地图和船只的观测报告，系统已升级为风速每小时65公里的热带风暴并因此被命名为玛德琳（Madeline）。这个时候气旋中已经发展出一个环流中心。系统的这一次增强是短暂的，玛德琳的热带风暴强度只维持了12小时，之后就降级成了热带低气压，其热带低气压强度一直维持到了9月30日。这个时候东太平洋飓风中心报告系统的环流中心已经不可见，将之降级为残余低气压，其时系统位于墨西哥阿卡普尔科东南方向约925公里。
接下来的几天时间里，这股残留低气压朝西行进并开始再生，到了10月3日清晨已经发展出可见的环流中心。东太平洋飓风中心为此再度把玛德琳升级为热带低气压。风暴接下来继续强化并很快被二度升级为热带风暴。之后的一到两天时间里，玛德琳保持在一个几乎固定的位置，然后于10月5日开始转朝东北方向前进。由于气旋接下来进入了一片表面温度较暖的海域，风暴开始增强。次日，风暴缓慢地发展出风眼，并逐渐增强成飓风。此外，一架飓风猎人飞机报告风暴风速达到每小时120公里，气压低压984毫巴。
10月7日，由于有温暖水域的有利影响，玛德琳迅速增强为二级飓风，并于10月8日升级为大型飓风（萨菲尔-辛普森飓风等级大于或等于三级）。飓风猎人的报告显示，玛德琳于8日清晨达到每小时230公里的最大持续风速，最低气压低至940毫巴。这表明风暴已经达到四级飓风中的中等强度。之后不久，玛德琳以四级飓风强度在锡瓦塔内霍西北方向登陆，不过到达陆地上之后便快速消散。

## 防灾措施和风暴影响

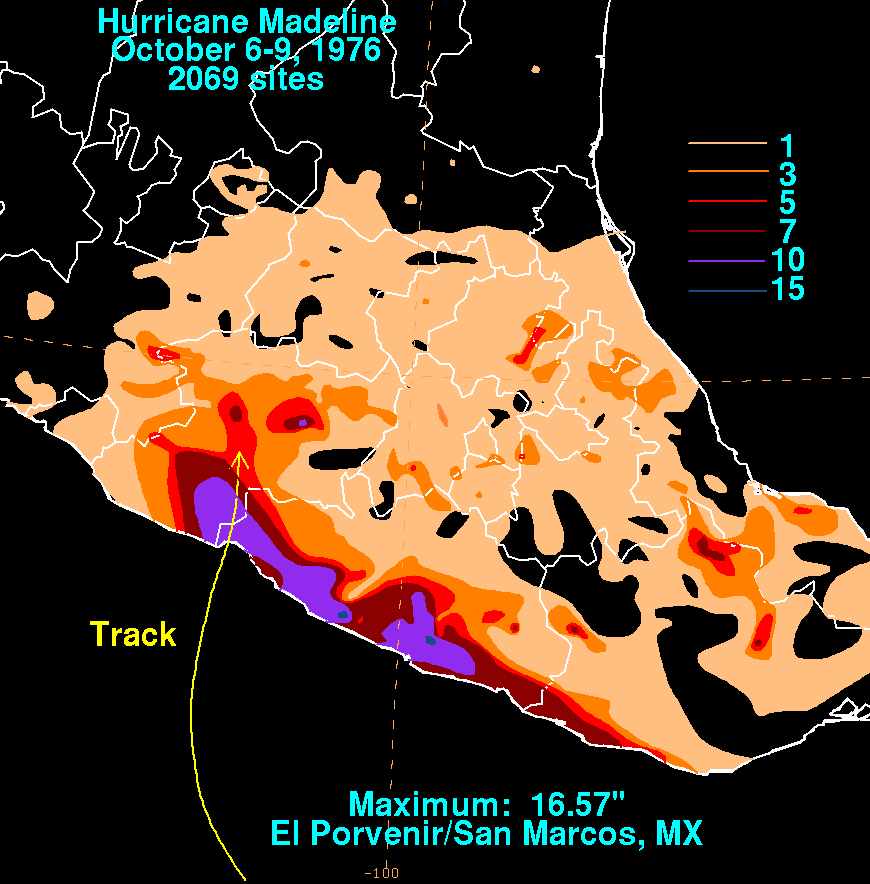
飓风玛德琳降雨分布

飓风登陆三天前，墨西哥军队总部就已经开始落实应急预案。估计有15000人从风暴行进路径上可能造成威胁的区域中疏散。一份报告中认为玛德琳登陆前进行的疏散是一次成功的行动。米却肯州和格雷罗州沿海地区发布了飓风警告和洪水警报。此外，墨西哥有九个州发布了热带风暴警告。警告区域一直延伸到了墨西哥湾以西的内陆地区。
飓风玛德琳给墨西哥带去了暴雨，最高达到421毫米。根据墨西哥国家气象局的前身，墨西哥国家水资源委员会（Comision Nacional del Agua）的报告，全国2069个监测点都收到了降雨报告。飓风带来的损失是惨重的。格雷罗州的奇尔潘辛戈有两人淹死。此外还有五人遇难的报告。风暴还导致两个大型水力发电水坝被淹，并有造成停电的报告。锡瓦塔内霍没有受到严重的损害，但有不少船只受损。此外，这场飓风还导致大范围农作物受到破坏。墨西哥这年在玛德琳之前还受到了飓风丽莎和飓风凯瑟琳的打击，总计经济损失约有两亿美元（1976年美元，相当于11.1億2025年美元），其中距飓风丽莎袭击该国的时间还不到一个星期。玛德琳在海上活动时还冲击了多艘船只，不过这些船只没有报告受到较为严重的损失。